# Ben Uzoh
Benjamin Izoura Uzoh (Houston, 18 de março de 1988) é um basquetebolista profissional nigeriano que atualmente defende o Rivers Hoopers na Liga Africana de Basquetebol.
Ben Uzoh foi convocado para defender a seleção nigeriana no Afrobasket de 2015 disputado em Radès, Tunísia. Na ocasião a Nigéria conquistou seu primeiro título na competição continental, de quebra a vaga para o Torneio Olímpico de 2016.